# Terapia neural

Jeringa de insulina lista para inyectar. Vista del médico.

La terapia neural es una forma de medicina alternativa en la cual un anestésico local se inyecta en zonas del cuerpo específicas. Cada día hay más evidencia científica que la avala y los riesgos son bajos.

## Descripción e historia
Hay muy escasa evidencia científica que avale su efectividad, y la que existe se ha publicado principalmente en revistas de medicina alternativa de poco impacto.
Según Quackwatch, la terapia neural es "un enfoque estrafalario que pretende tratar el dolor y la enfermedad inyectando anestésicos locales en nervios, cicatrices, glándulas y otros tejidos".
La idea que subyace la terapia es que "campos de interferencia" (Störfelder) en ciertos lugares del cuerpo son responsables por un tipo de energía eléctrica que causa enfermedades. Estos campos pueden ser alterados por la inyección, permitiendo curarse al cuerpo.
La práctica se originó en 1925, cuando Ferdinand Huneke, un cirujano alemán, usó una nueva droga (procaína, un anestésico local) para tratar una migraña severa en su hermana. En lugar de usarla intramuscularmente, como se recomendaba, la inyectó intravenosamente y el ataque de migraña paró inmediatamente. Huneke y su hermano ampliaron posteriormente la práctica usando novocaína.

## Acogida, efectividad y seguridad
La terapia neural se practica sobre todo en Sudamérica y Europa.
Según la Sociedad Americana contra el Cáncer, "la evidencia científica no apoya las afirmaciones de que la terapia neural sea efectiva en el tratamiento del cáncer o cualquier otra enfermedad". En general, los riesgos del tratamiento, tales como daños a los órganos causados por la aguja, sobrepasan cualquier beneficio que pudiera tener.